# Daleville (Indiana)
Daleville es un pueblo ubicado en el condado de Delaware, Indiana, Estados Unidos. Según el censo de 2020, tiene una población de 1651 habitantes.
Está situado inmediatamente al este de la localidad de Chesterfield. 

## Geografía
La localidad está ubicada en las coordenadas 40°7′8″N 85°33′22″O / 40.11889, -85.55611 (40.118872, -85.556247). Según la Oficina del Censo de los Estados Unidos, Daleville tiene una superficie total de 5.57 km², de la cual 5.51 km² son tierra y 0.06 km² son agua.

## Demografía
Según el censo de 2020, hay 1651 personas residiendo en Daleville. La densidad de población es de 299.64 hab./km². El 92.37% de los habitantes son blancos, el 2.06% son afroamericanos, el 0.06% es amerindio, el 0.67% son asiáticos, el 0.30% son de otras razas y el 4.54% son de una mezcla de razas. Del total de la población, el 2.06% son hispanos o latinos de cualquier raza.